# IAFL2 Conference 2016
La IAFL2 Conference 2016 è stata la 3ª edizione del campionato irlandese di football americano di terzo livello, organizzato dalla IAFL.

## Squadre partecipanti
| Club                 | Città   | Stadio | Sponsor ufficiale | Risultato nella stagione 2015 |
| -------------------- | ------- | ------ | ----------------- | ----------------------------- |
| Donegal Derry Vipers | Derry   |        |                   |                               |
| Galway Warriors      | Galway  |        |                   |                               |
| PSNI Razorbacks      | Belfast |        |                   |                               |
| North Dublin Pirates | Swords  |        |                   |                               |
| Wexford Eagles       | Gorey   |        |                   |                               |

## Stagione regolare

### Calendario

#### 1ª giornata
| Drumahoe 10 aprile 2016, ore 14:00 | Donegal Derry Vipers | 27 – 0 | PSNI Razorbacks | YMCA Rugby Field |

#### 2ª giornata
| Gorey 1º maggio 2016, ore 14:00 | Wexford Eagles | 34 – 8 | North Dublin Pirates | Garden City GAA Pitch |

| Galway 1º maggio 2016, ore 14:00 | Galway Warriors | 6 – 24 | Donegal Derry Vipers | St. Mary's College |

#### 3ª giornata
| Belfast 15 maggio 2016, ore 14:00 | PSNI Razorbacks | 6 – 27 | Wexford Eagles | Newforge Country Club |

| Malahide 15 maggio 2016, ore 14:00 | North Dublin Pirates | 6 – 29 | Galway Warriors | Malahide RFC |

#### 4ª giornata
| Malahide 29 maggio 2016, ore 14:00 | North Dublin Pirates | 6 – 26 | Donegal Derry Vipers | Malahide RFC |

| Gorey 29 maggio 2016, ore 14:00 | Wexford Eagles | 21 – 6 | Galway Warriors | Garden City GAA Pitch |

#### 5ª giornata
| Belfast 19 giugno 2016, ore 14:00 | PSNI Razorbacks | 0 – 6 | North Dublin Pirates | Newforge Country Club |

#### 6ª giornata
| Galway 26 giugno 2016, ore 14:00 | Galway Warriors | 0 – 2 | PSNI Razorbacks | St. Mary's College |

#### 7ª giornata
| Knocknamona 10 luglio 2016, ore 14:00 | Donegal Derry Vipers | 34 – 0 | Galway Warriors | Colaiste Ailigh |

| Malahide 10 luglio 2016, ore 14:00 | North Dublin Pirates | 7 – 40 | Wexford Eagles | Malahide RFC |

#### 8ª giornata
| Drumahoe 31 luglio 2016, ore 14:00 | Donegal Derry Vipers | 44 – 0 | North Dublin Pirates | YMCA Rugby Field |

| Gorey 31 luglio 2016, ore 14:00 | Wexford Eagles | 34 – 0 | PSNI Razorbacks | Garden City GAA Pitch |

#### 9ª giornata
| Belfast 21 agosto 2016, ore 14:00 | PSNI Razorbacks | 0 – 35 | Donegal Derry Vipers | Newforge Country Club |

| Galway 21 agosto 2016, ore 14:00 | Galway Warriors | 0 – 13 | Wexford Eagles | St. Mary's College |

### Classifica
La classifica della regular season è la seguente.
- PCT = percentuale di vittorie, G = partite giocate, V = partite vinte,  P = partite perse, PF = punti fatti, PS = punti subiti

| Pos. | Squadra              | PCT   | G | V | N | P | PF  | PS  |
| ---- | -------------------- | ----- | - | - | - | - | --- | --- |
| 1    | Donegal Derry Vipers | 1.000 | 6 | 6 | 0 | 0 | 190 | 12  |
| 2    | Wexford Eagles       | 1.000 | 6 | 6 | 0 | 0 | 169 | 27  |
| 3    | Galway Warriors      | .166  | 6 | 1 | 0 | 5 | 41  | 100 |
| 4    | PSNI Razorbacks      | .167  | 6 | 1 | 0 | 5 | 8   | 129 |
| 5    | North Dublin Pirates | .167  | 6 | 1 | 0 | 5 | 33  | 173 |

## III IAFL2 Bowl
| Dublino 28 agosto 2016, ore 14:00 | Donegal Derry Vipers | 33 – 29 | Wexford Eagles | Westmanstown RFC |

## Verdetti
- Donegal Derry Vipers Vincitori della IAFL2 Conference 2016